# Essequibo Islands-West Demerara

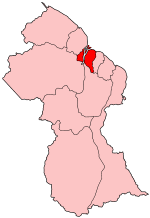
Regionens läge i Guyana.

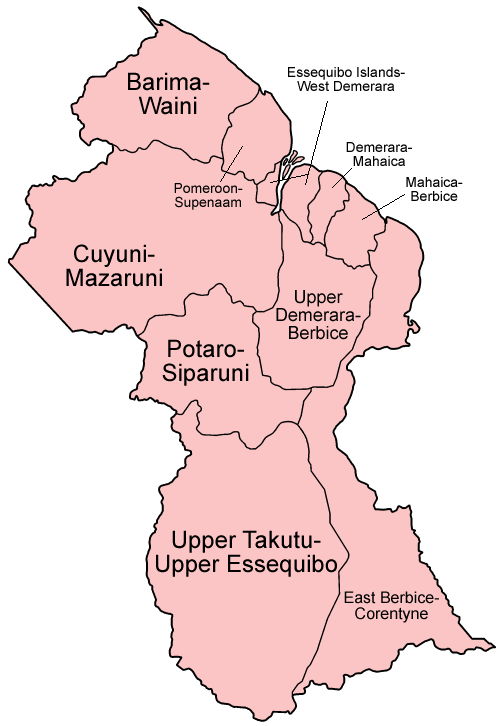
Guyanas 10 regioner.

Regionen Essequibo Islands-West Demerara (Region 3 - Essequibo Islands-West Demerara) är ett av Guyanas 10 Administrativa regioner.

## Geografi
Essequibo Islands-West Demerara har en yta på cirka 3 755 km² med cirka 103 000 invånare. Befolkningstätheten är 27 invånare/km².
Huvudorten är Vreed en Hoop med cirka 3 000 invånare.

## Förvaltning
Regionen förvaltas av en Regional Democratic Council (Regionala demokratiska rådet) som leds av en Chairman (Ordförande). Regionens ordningsnummer är 3 och ISO 3166-2-koden är "GY-ES".
Essequibo Islands-West Demerara är underdelad i 17 Neighbourhood Democratic Councils (distrikt):
Ordinarie:
- Patentia / Toevlugt
- Canals Polder
- Nismes / La Grange
- Meer Zorgen / Malgre Tout
- Klein Pouderoyen / Best
- Nouvelle Flanders / La Jalousie
- Blankenburg / Hague
- Cornelia Ida / Stewartville
- Uitvlugt / Tuschen
- Vergenoegen / Greenwich Park
- Good Hope / Hydronie
- Parika / Mora
- Leguan (Essequibo Is.)
- Wakenaam (Essequibo Is.)

Ej ordinarie:
- Amsterdam (Dem River) / Vriesland
- Canal No. 2 (part) och The Belle och Little Alliance
- Sparta / Bonasika och övriga Essequebo Islands

Den nuvarande regionindelningen om 10 regioner infördes 1980.